# 法兰西岛有轨电车5号线
法兰西岛有轨电车5号线（法語：Ligne 5 du tramway d'Île-de-France）是法兰西岛有轨电车线路之一，于2013年7月29日启用。本线连接巴黎北部近郊的圣但尼和更北边D线的加尔日-萨塞勒站，穿越巴黎北部郊区.

## 历史
法兰西岛有轨电车5号线覆盖的区域当中，其实早年就有多条传统的有轨电车运营，最早的一条开通于1901年:

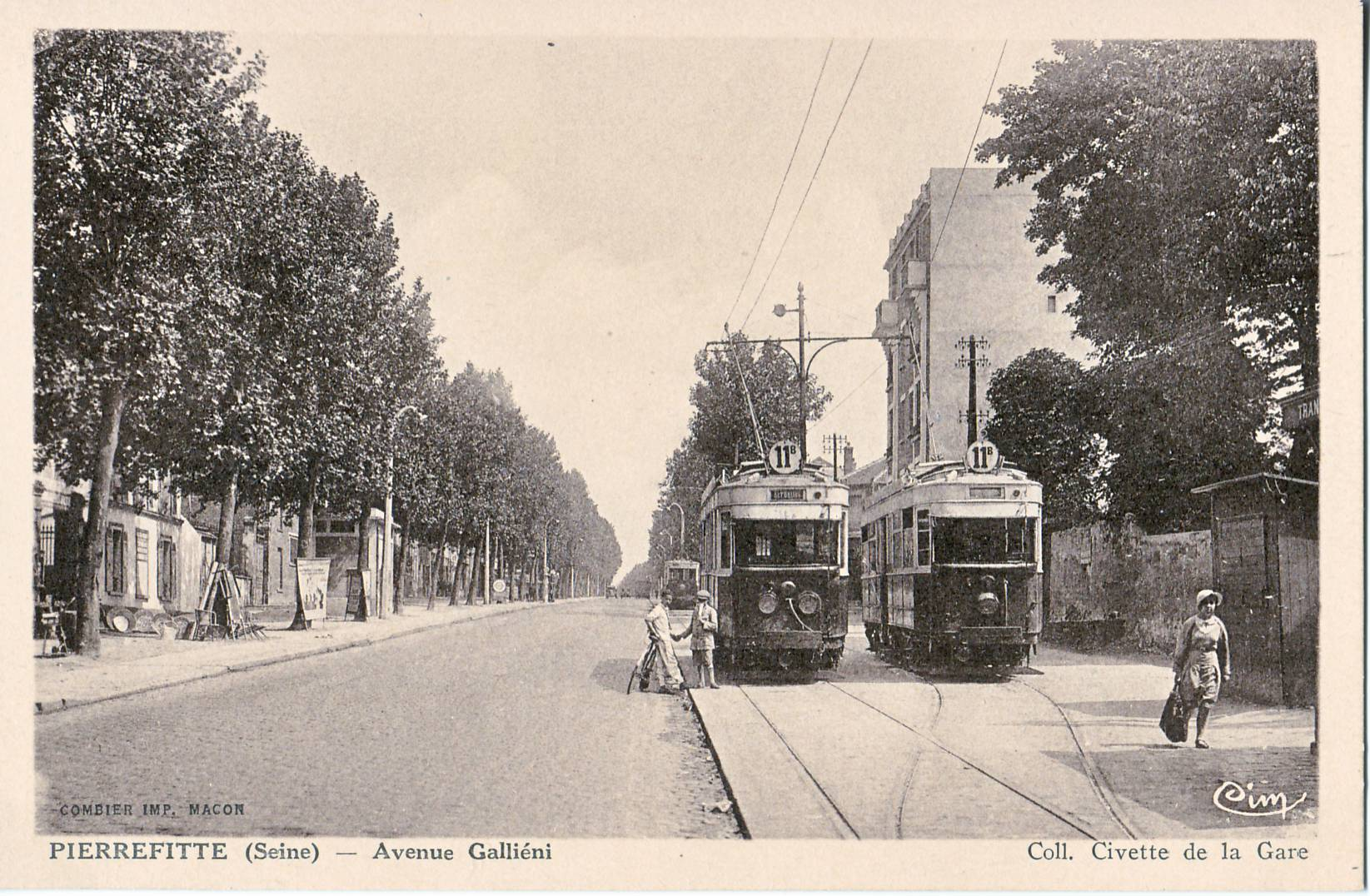
有轨电车N°11b线

- 有轨电车N°3线，连接皮埃尔菲特和西郊的圣克卢桥（Pont de Saint-Cloud），途径圣但尼和圣旺，绕经巴黎西北郊，1901年8月27日开通，1910年5月30日停开。
- 有轨电车PC线，连接皮埃尔菲特和巴黎北部的克里尼昂库尔门（法语：Porte de Clignancourt），1910年6月1日开通，1936年5月18日停开，1921年多家有轨电车公司并入巴黎地区公交公司（Société des transports en commun de la région parisienne，STCRP）时，PC线改为N°65线。
- 有轨电车N°11b线，连接皮埃尔菲特大坝和巴黎东站，1922年5月1日开通，1936年5月18日停开，穿越巴黎北郊的普莱耶尔十字路（法语：Carrefour Pleyel）、巴黎门、圣但尼市中心。

1936年之后，原有的传统有轨电车被比较现代化的公交车替代，不过到了1994年，法兰西岛规划办（Schéma directeur de la région Île-de-France，SDRIF）提议开通新式有轨电车以改善当地的公共交通服务，之后的两年，相关部门对开通线路的可行性进行了探讨，并于1998年决定在法国1号国道中间修建有轨电车专用道，两年后，该线路计划被纳入国家-地方合同七年计划（Contrat de projets État-région）当中，此时线路的起点和终点已经确定，就在同年10月10日，法蘭西島運輸聯合會（Syndicat des transports d'Île-de-France，STIF）建议这条新线采用导向巴士，并交由巴黎大众运输公司（RATP）运营，2003年7月11日，更多的线路细节获得许可，2004年1月12日至2月13日，该线路进行了公众咨询，2005年2月4日，线路资讯发布，2006年11月22日，融资协议通过，2007年，线路开始进行预施工，场地整理，2008年8月，线路开始动工兴建，2009年2月11日，定名为有轨电车5号线，
有轨电车5号线和D线，地铁13号线以及有轨电车1号线衔接，以18公里的时速，在22分钟内走毕全程，日客流量为3万，可服务沿线的8.6万多居民和通勤族，以及为沿线的商业和娱乐活动提供便利，运行时高峰期5分钟一班车，低峰期8分钟一班车，在融资协议中，5号线将耗资1.63亿欧元，其中法兰西岛大区负责其中的71.5%，国家负责17.2%，瓦兹河谷省负责10%，RATP负责1.3%，另外，RATP为有轨电车车卡融资5200万欧元。
施工伊始，为了不中断1号国道的交通，施工方采用了特殊的技术来更换国道中央的铁路桥，以满足有轨电车路施工需要，因为该铁桥年代久远，结构老化，又呈拱形，高度和宽度偏低，不利于有轨电车路设施上位，人们使用了4台名为“Kamags”平板卡车，每台装备了48个轮子，将旧铁桥平移走，而后移上新铁桥，新铁桥重1000吨，长32米，远高于旧铁桥的650吨和17.5米，该施工过程仅花了一夜.

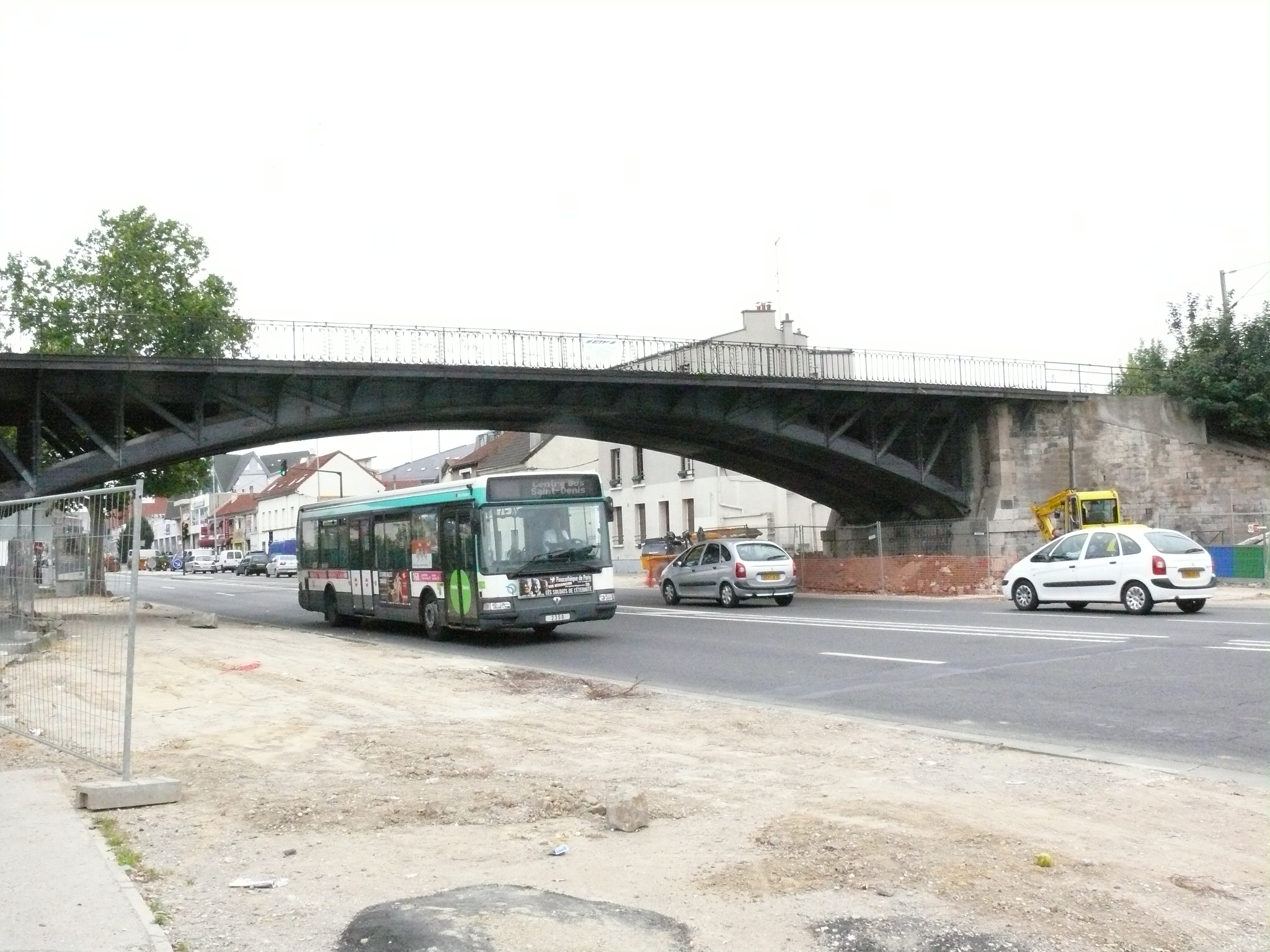
施工前的旧铁桥
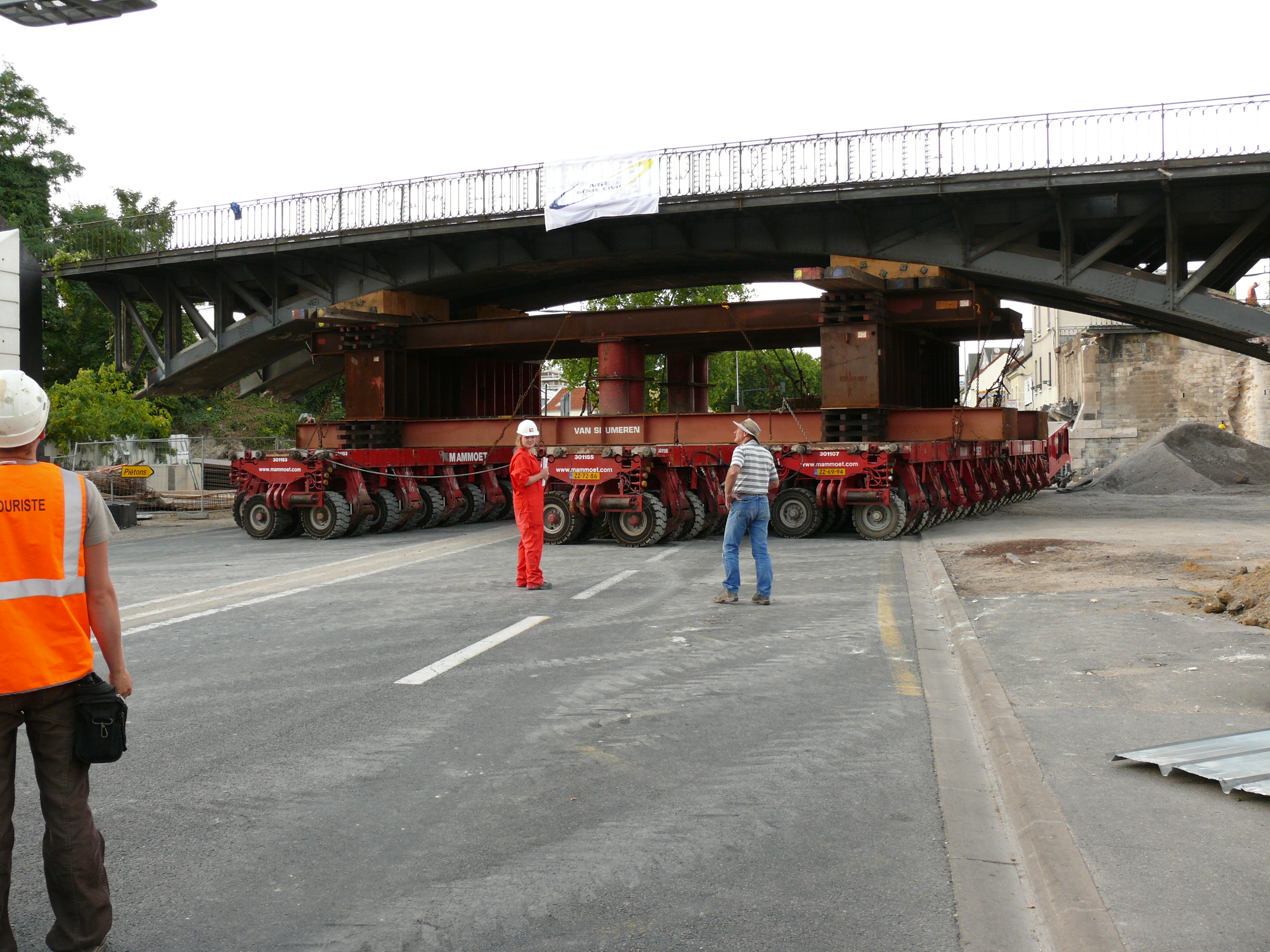
用平板卡车把旧铁桥运走
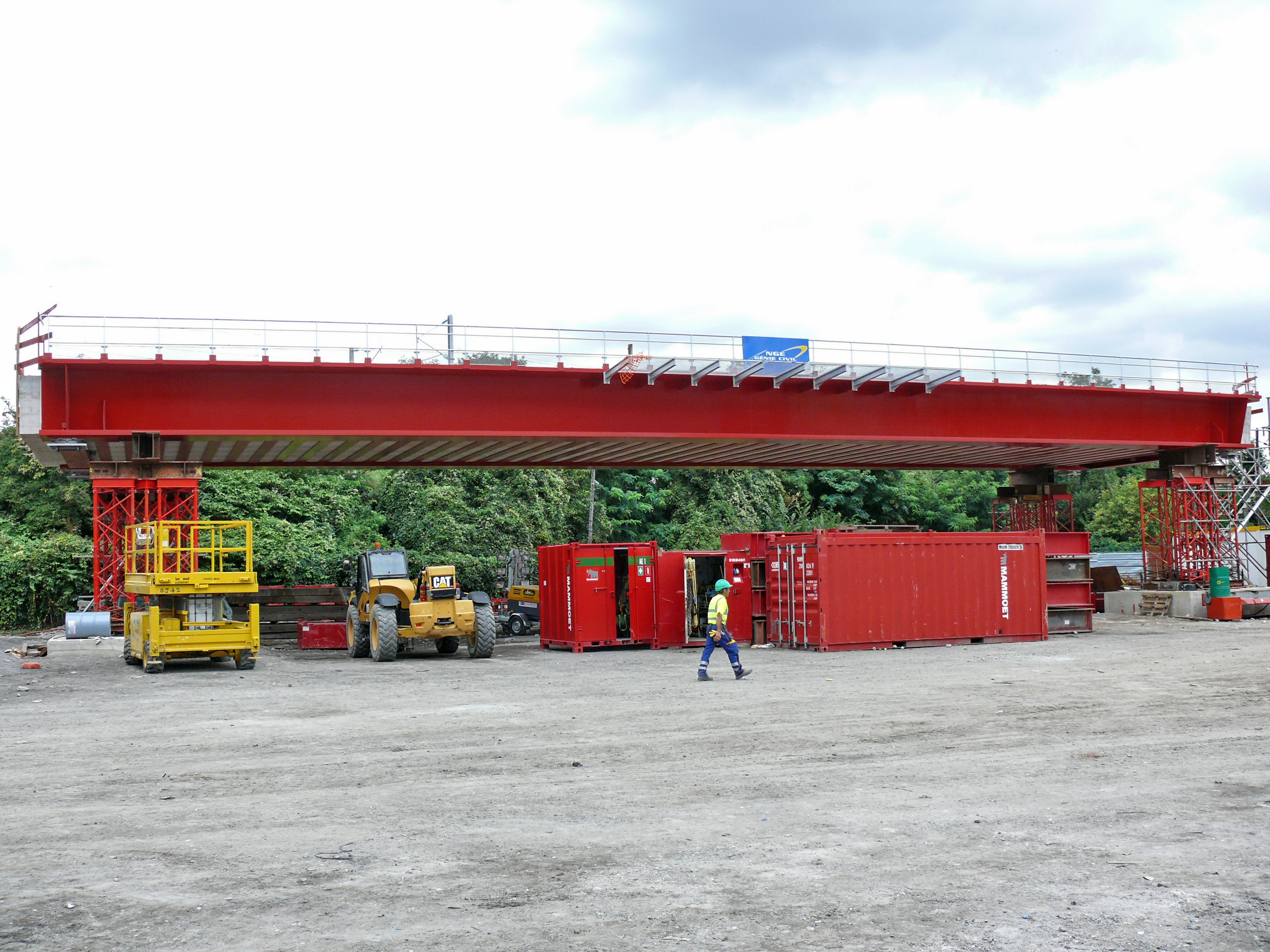
新铁桥上位
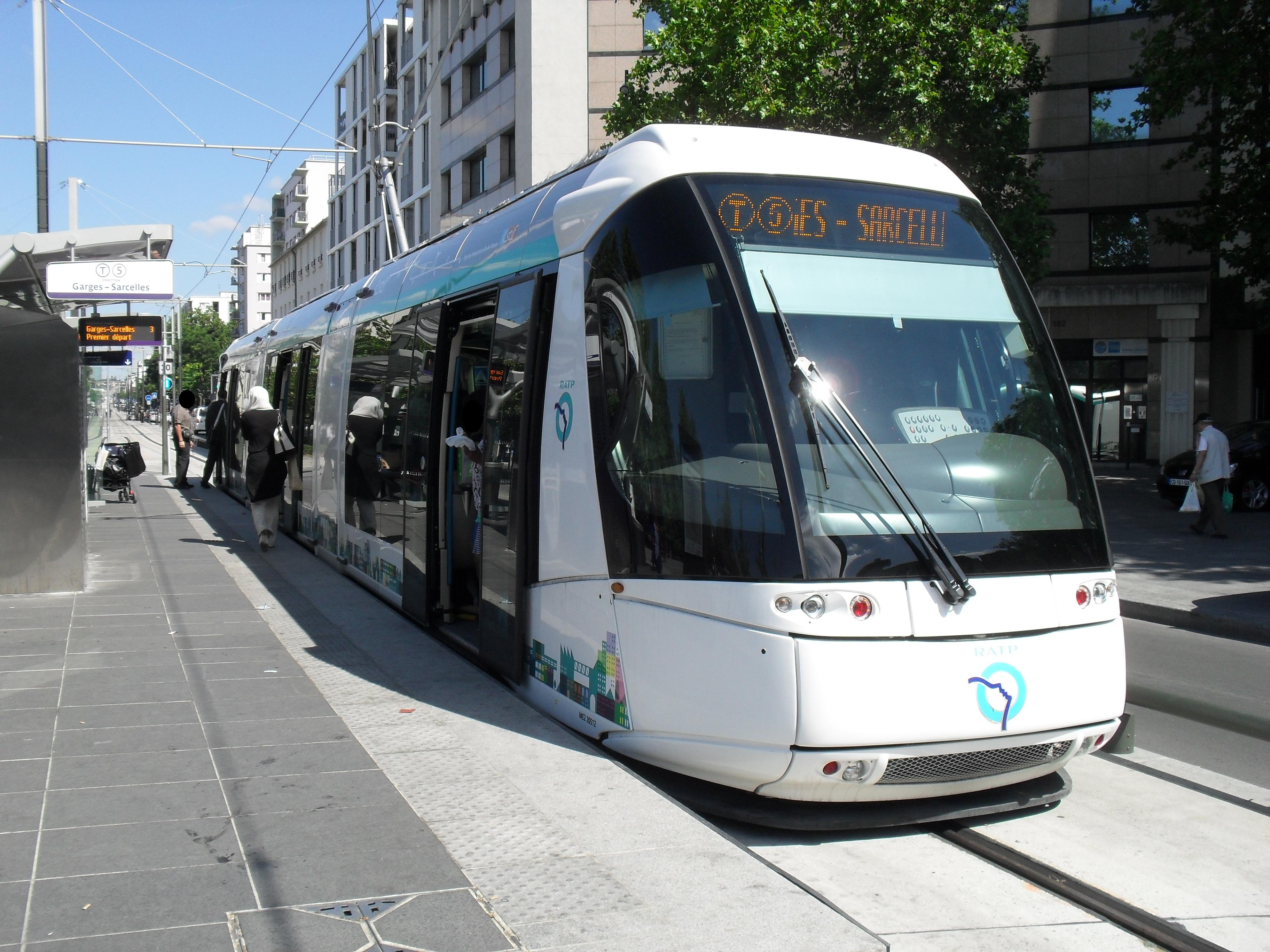
有轨电车5号线采用劳尔有轨电车的导轨有轨电车行走

2013年7月29日，有轨电车5号线正式通车。

## 线路走向与车站列表
|  |   |  | 车站                                   | 途经城镇                         | 转乘其他列车 |
|  | - |  | -------------------------------------- | -------------------------------- | ------------ |
|  | o |  | 圣但尼市场 Marché de Saint-Denis       | 圣但尼                           | (T) · (1)    |
|  | o |  | 波德莱尔 Baudelaire                    | 圣但尼                           |              |
|  | o |  | 罗歇·塞马 Roger Sémat                  | 圣但尼                           |              |
|  | o |  | 吉内梅 Guynemer                        | 圣但尼                           | (须出站换乘) |
|  | o |  | 小皮埃尔菲特 Petit Pierrefitte         | 塞纳河畔皮埃尔菲特               |              |
|  | o |  | 容什罗勒 Joncherolles                  | 塞纳河畔皮埃尔菲特               |              |
|  | o |  | 苏珊·瓦拉东 Suzanne-Valadon            | 塞纳河畔皮埃尔菲特               |              |
|  | o |  | 皮埃尔菲特市政厅 Mairie de Pierrefitte | 塞纳河畔皮埃尔菲特               |              |
|  | o |  | 阿尔西德·道比尼 Alcide-d'Orbigny       | 塞纳河畔皮埃尔菲特               |              |
|  | o |  | 雅克·普雷维尔 Jacques-Prévert          | 塞纳河畔皮埃尔菲特               |              |
|  | o |  | 燕雀岗 Butte Pinson                    | 塞纳河畔皮埃尔菲特 蒙马尼 萨塞勒 |              |
|  | o |  | 莱绍莱特 Les Cholettes                 | 萨塞勒                           |              |
|  | o |  | 莱弗拉纳德 Les Flanades                | 萨塞勒                           |              |
|  | o |  | 保罗·瓦勒里 Paul-Valéry                | 萨塞勒                           |              |
|  | o |  | 罗谢尔 Lochères                        | 萨塞勒                           |              |
|  | o |  | 加尔日-萨塞勒站 Garges-Sarcelles       | 萨塞勒 加尔日莱戈内斯            | [T] · (D)    |

## 使用车型

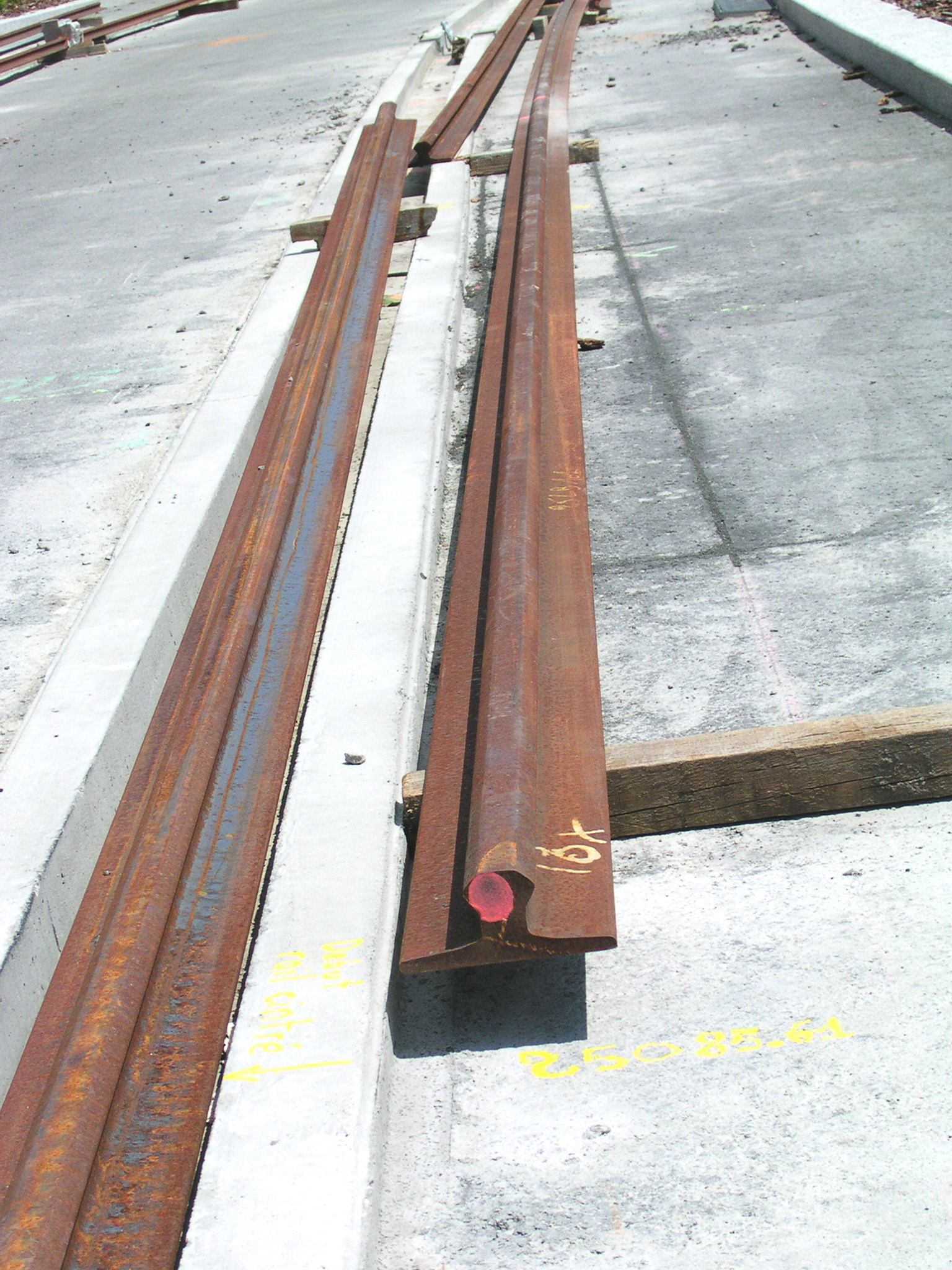
劳尔有轨电车导轨

有轨电车5号线配备15辆劳尔有轨电车，型号为STE3，该车型长25米，宽2.2米，高2.89米，转弯半径10.5米，最大载客量为127人，配备了防鎖死煞車系統和低底板.